# Yang Shuqing
Yang Shuqing (杨树青S, Yáng ShùqīngP; 30 agosto 1996) è una marciatrice cinese.
Nel suo palmarès vanta una medaglia di bronzo nella marcia 50 km ai mondiali di Londra 2017.

## Biografia
Il 13 agosto 2017, in occasione dei mondiali di Londra 2017, prende parte alla prima marcia 50 km femminile nella storia dei campionati del mondo di atletica leggera. Inclusa all'ultimo momento su volontà della marciatrice statunitense Susan Randall, la gara vede la partecipazione di sette atlete, di cui solamente quattro riescono ad arrivare sino al traguardo; già dai primi chilometri la Yang non riesce a tenere il passo della portoghese di testa Inês Henriques, né quello della connazionale Yin Hang, e si piazza infine al terzo posto con un miglior personale di 4h20'49".

## Progressione

### Marcia 50 km
| Stagione | Tempo    | Luogo  | Data      | Rank. Mond. |
| -------- | -------- | ------ | --------- | ----------- |
| 2017     | 4h20'49" | Londra | 13-8-2017 |             |
| 2016     | 4h56'44" | Hohhot | 10-9-2017 |             |

## Palmarès
| Anno | Manifestazione | Sede   | Evento       | Risultato | Prestazione | Note                          |
| ---- | -------------- | ------ | ------------ | --------- | ----------- | ----------------------------- |
| 2017 | Mondiali       | Londra | Marcia 50 km | Bronzo    | 4h20'49"    | Miglior prestazione personale |